# Brancsikia
Brancsikia (лат.) — род богомолов из нового (описанного в 2019 году) семейства Majangidae и монотипического подсемейства Brancsikiinae. Ранее он был помещён в подсемейство Deroplatyinae из семейства Deroplatyidae.
В настоящее время в роде Brancsikia два вида, перечисленных в Mantodea Species File:
- Brancsikia aeroplana Lamberton, 1911
- Brancsikia freyi Brancsik, 1893 (синоним: Brancsikia simplex) typus